# Stictoptera olivascens
Stictoptera olivascens är en fjärilsart som beskrevs av Moore 1882. Stictoptera olivascens ingår i släktet Stictoptera och familjen nattflyn. Inga underarter finns listade i Catalogue of Life.